# El Torrent (Viladrau)
El Torrent és una masia de Viladrau (Osona) inclosa a l'Inventari del Patrimoni Arquitectònic de Catalunya.

## Descripció

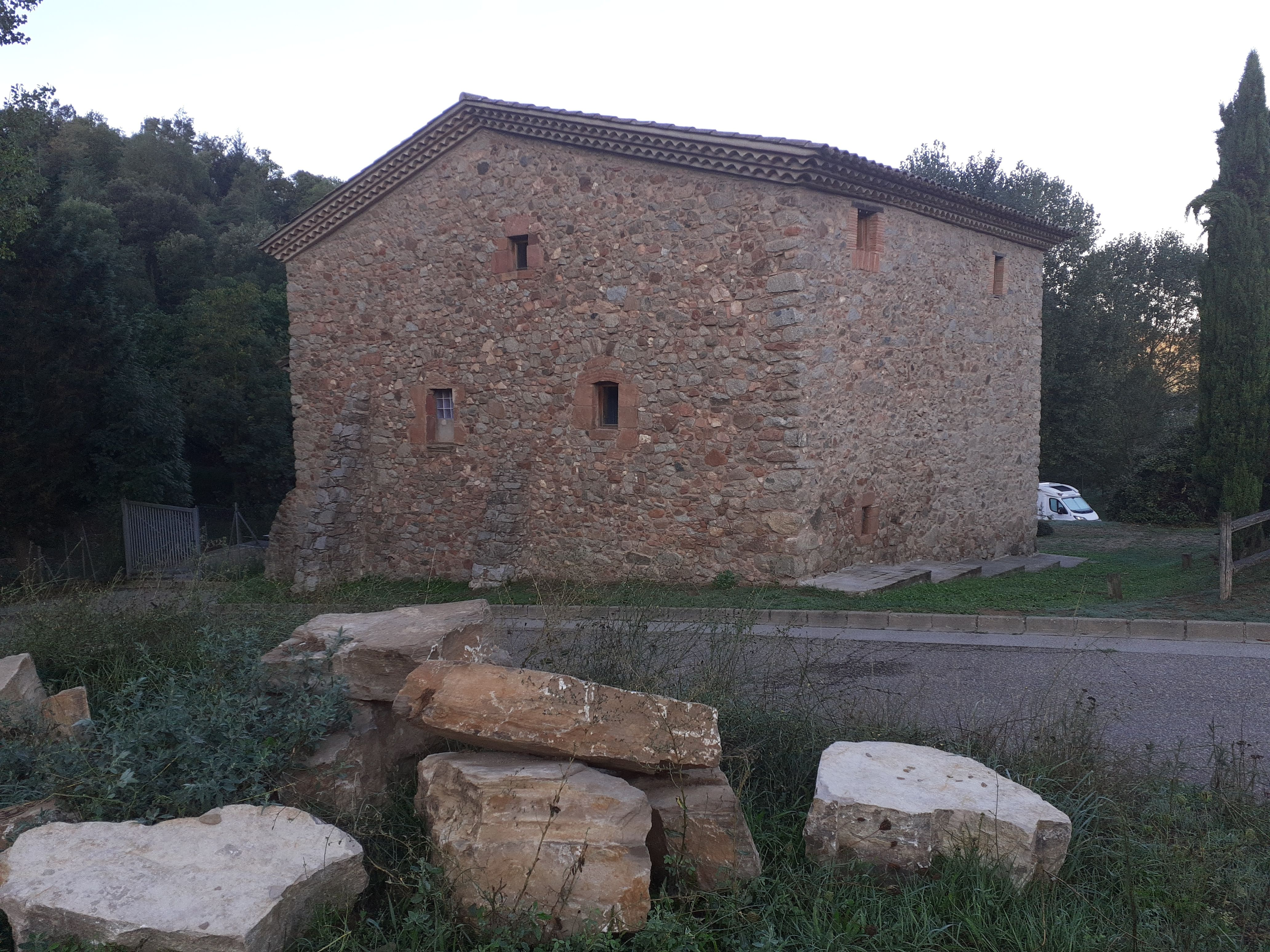
Façanes a llevant i tramuntana

Masia de planta rectangular (12x8) coberta a dues vessants amb el carener perpendicular a la façana situada a ponent, presentant petits ràfecs amb rajoleta i teula. Consta de planta, primer pis i golfes. La façana principal presenta a la planta un portal rectangular central de gres vermell motllurat amb llinda datada (1750), un portal estret sota el cos de porxos, i dues finestres amb forjat. Al primer pis tres finestres amb ampit motllurat, la central escripturada i els laterall motllurats; el cos de porxos presenta una finestra d'arc escarser de totxo. A les golfes hi ha una finestra. La façana S presenta a la planta, dues finestretes, i al primer pis, dos portals que donen al porxo; entre el cos del porxo i el contrafort situat en l'escaire de la casa, hi ha dues finestres tapiades a la planta, una de gres treballat al primer pis, i una altra a les golfes. La façana E presenta a la planta dos contraforts, un al centre i l'altre desplaçat a l'escaire nord, idues finestretes al primer pis de gres groc i llinda de totxo. La façana N presenta una finestreta amb llangardaix a la planta, i dues finestres tapiades a les golfes.

## Història
Masia del segle XXIII pertanyent a l'antic mas Rosquelles que probablement formava part dels 82 masos que existien en els municipis pels volts de 1340, segons consta en els documents del'època. El trobem registrat en els fogatges de la "Parròquia i terme de Viladrau fogajat a 6 de octubre 1553 per Joan Masmiguell balle apar en cartes 230", juntament amb altres 32 que continuaven habitats després del període de pestes, on consta un tal "Joan Rosquelles". Els actuals propietaris no mantenen la cognominació d'origen